# Великий Лазучин
Вели́кий Лазу́чин — село в Україні,  у Теофіпольській селищній громаді Хмельницького району Хмельницької області.
Розташоване на північному сході району, за 77 км від райцентру.
В околицях розташовано родовище крейди.
У селі 113 дворів, 374 мешканці (2007).

## Історія
Перша згадка про село в 1420 році.
Колись село входило до ординації князів Острозьких. Про це написано в оповіданні кременецького войського Федора Сенюти Ляховецького перед Кременецьким земським судом від 29 травня 1578 року. В 1753 році враз з Базалією дісталася князеві Ігнату Сапізі, а від нього перейшло до помістя Дунінів-Бжезінських. До великої земельної власності помістя Белінських належало 520 десятин (у 1911).
У 1867 році там було 72 доми. Наприкінці XIX ст. 117 домів і 726 жителів, дерев'яна церква з 1782 р., народна школа з 1876 р.
Станом на 1886 рік в колишньому власницькому селі Колківської волості Старокостянтинівського повіту Волинської губернії мешкало 419 осіб, налічувалось 54 дворових господарства, існувала православна церква, школа, постоялий будинок, водяний і вітряний млини.
За переписом 1897 року кількість мешканців зросла до 759 осіб (384 чоловічої статі та 375 — жіночої), з яких 635 — православної віри, 111 — римо-католицької.
7 (20) листопада 1917 року, відповідно до.Третього Універсалу Української Центральної Ради, увійшло до складу Української Народної Республіки.
12 червня 2020 року, відповідно до розпорядження Кабінету Міністрів України № 727-р «Про визначення адміністративних центрів та затвердження територій територіальних громад Хмельницької області», увійшло до складу Теофіпольської селищної громади.
19 липня 2020 року, в результаті адміністративно-територіальної реформи та ліквідації Теофіпольського району, село увійшло до складу Хмельницького району.

## Населення
Згідно з переписом населення УРСР 1989 року чисельність наявного населення села становила 438 осіб, з яких 177 чоловіків та 261 жінка.
За переписом населення України 2001 року в селі мешкало 395 осіб. 100 % населення вказало своєю рідною мовою українську мову.

## Сучасний стан
Будинок культури, клуб, бібліотека, загальноосвітня школа.
Фермерське господарство «Аграрій».

## Пам'ятки
- Лазучинський ландшафтний заказник